# Zündapp ZD 25 TS
Der Typ ZD 25 TS war Zündapps Mofa-Spitzenmodell in den Jahren 1978 und 1979 und wurde danach von dem Modell ZD 50 TS abgelöst.

## Beschreibung
Charakteristisch für die ZD 25 TS sind – damals untypisch für Mofas – der obenliegende Tank und die daran anschließende Sitzbank. Dieses Konzept wurde später von anderen Herstellern – unter anderem bei den Modellen Hercules G3, Kreidler Florett oder KTM SM 25 – ähnlich verwendet. Der Motor ist wie bei allen ZD-Modellen hängend ohne Rahmenunterzüge befestigt.
Die Bezeichnung „ZD“ leitet sich aus Zündapp Druckgussrahmen ab, das „TS“ steht für Touring-Sport. Die Zahl „25“ bezeichnet weder Hubraum noch Höchstgeschwindigkeit, sondern hat – wie auch bei den restlichen Modellen der ZD-Reihe (ZD 10/20//30/40 und 50) – keine spezifische Bedeutung.

## Technische Daten
- Hersteller-Typbezeichnung Fahrzeug: 446-420
- Hersteller-Typbezeichnung Motor: 278-50
- Bauzeitraum: 1978–1979
- Antriebsart: Einzylinder-Zweitaktmotor, schlitzgesteuert, fahrtwindgekühlt
- Hubraum: 50 cm³
- Bohrung × Hub: 39 mm × 41,8 mm
- Motorleistung: 1,4 PS (1 kW) bei 3800/min
- Vergaser: Rundschiebervergaser Bing 1/10/132 (10 mm Durchlass).
- Hauptdüse: Wahlweise 70 oder 72
- Getriebe: 3-Gang-Ziehkeil-Getriebe mit Drehgriffschaltung
- Sekundärübersetzung: Kettenritzel vorn 11 Zähne, Kettenrad hinten 45 Zähne
- Elektrik: 6-V-Bordnetz, unterbrechergesteuerte Bosch-Spulenzündung, Bremslicht, Zündschloss
- Höchstgeschwindigkeit: 25 km/h
- Bergsteigefähigkeit: ca. 37 %
- Verbrauch: ca. 1,8 l/100 km, Gemisch 1 : 50
- Tankinhalt: ca. 9,2 l, davon ca. 1,5 l Reserve
- Ölfüllmenge Getriebe: 0,35 l, Typ SAE 80.
- Rahmentyp: Rohr-/Druckguss-Kombination (Rohrrahmen vorn mit angespritztem Druckgussheck)
- Sitz: Einzelsitzbank, aufklappbar, mit Werkzeugfach
- Federung: Öllose Teleskopfedergabel vorn, Schwinge mit zwei Federbeinen hinten
- Räder: 17"-Alu-Druckgussräder mit Bereifung 2.25–17 vorn und hinten
- Bremsanlage: Simplex-Trommelbremsen 120 mm vorn und hinten, Betätigung vorn über Seilzug, hinten über Gestänge (Rücktrittbremse)
- Fahrzeuggewicht: 68 kg (mit Beinschild 70 kg)
- Zulässiges Gesamtgewicht: 150 kg (jedenfalls aber 1 Person)
- lieferbare Farben: brillantblau, racingrot

(Quelle:)